# Miracema do Tocantins
Miracema do Tocantins är en kommun i Brasilien.   Den ligger i delstaten Tocantins, i den centrala delen av landet, 700 km norr om huvudstaden Brasília. Antalet invånare är 20 692.
Omgivningarna runt Miracema do Tocantins är huvudsakligen savann. Runt Miracema do Tocantins är det glesbefolkat, med 10 invånare per kvadratkilometer.